# Galliano (Luisiana)
Galliano es un lugar designado por el censo ubicado en la parroquia de Lafourche en el estado estadounidense de Luisiana. En el Censo de 2010 tenía una población de 7676 habitantes y una densidad poblacional de 265,78 personas por km².

## Geografía
Galliano se encuentra ubicado en las coordenadas 29°26′45″N 90°18′28″O / 29.44583, -90.30778. Según la Oficina del Censo de los Estados Unidos, Galliano tiene una superficie total de 28.88 km², de la cual 28.87 km² corresponden a tierra firme y (0.04%) 0.01 km² es agua.

## Demografía
Según el censo de 2010, había 7676 personas residiendo en Galliano. La densidad de población era de 265,78 hab./km². De los 7676 habitantes, Galliano estaba compuesto por el 85.02% blancos, el 1.71% eran afroamericanos, el 5.38% eran amerindios, el 0.51% eran asiáticos, el 0.08% eran isleños del Pacífico, el 4.52% eran de otras razas y el 2.79% pertenecían a dos o más razas. Del total de la población el 7.58% eran hispanos o latinos de cualquier raza.